# Élections cantonales de 2004 dans la Vendée
Les élections cantonales ont eu lieu les 21 et 28 mars 2004.
Lors de ces élections, 16 des 31 cantons de la Vendée ont été renouvelés. Elles ont vu la reconduction de la majorité MPF dirigée par Philippe de Villiers, président du conseil général depuis 1988.

## Résultats à l’échelle du département
Répartition départementale des résultats (2e tour).
- PS (28,58 %)
- DVG (15,35 %)
- UMP (7,88 %)
- DVD (48,19 %)

| Étiquette      | Étiquette                          | Premier tour | Premier tour | Second tour | Second tour | Sièges |
| Étiquette      | Étiquette                          | Voix         | %            | Voix        | %           | Sièges |
| -------------- | ---------------------------------- | ------------ | ------------ | ----------- | ----------- | ------ |
|                | Parti socialiste                   | 21 423       | 16,72        | 16 620      | 28,58       | 2      |
|                | Divers gauche                      | 13 690       | 10,68        | 8 926       | 15,35       | 0      |
|                | Parti communiste français          | 5 197        | 4,06         |             |             |        |
|                | Les Verts                          | 1 670        | 1,30         |             |             |        |
|                | Extrême gauche                     | 985          | 0,77         |             |             |        |
| Gauche         | Gauche                             | 42 965       | 33,53        | 25 546      | 43,93       | 2      |
|                |                                    |              |              |             |             |        |
|                | Divers droite                      | 63 344       | 49,43        | 28 029      | 48,19       | 12     |
|                | Front national                     | 9 084        | 7,09         |             |             |        |
|                | Union pour un mouvement populaire  | 6 983        | 5,45         | 4 585       | 7,88        | 1      |
|                | Union pour la démocratie française | 4 986        | 3,89         |             |             |        |
| Droite         | Droite                             | 84 397       | 65,86        | 32 614      | 56,07       | 13     |
|                |                                    |              |              |             |             |        |
|                | Divers                             | 778          | 0,61         |             |             |        |
|                |                                    |              |              |             |             |        |
| Inscrits       | Inscrits                           | 210 791      | 100,00       | 93 904      | 100,00      |        |
| Abstention     | Abstention                         | 75 608       | 35,87        | 32 963      | 35,10       |        |
| Votants        | Votants                            | 135 183      | 64,13        | 60 941      | 64,90       |        |
| Blancs et nuls | Blancs et nuls                     | 7 043        | 5,21         | 2 781       | 4,56        |        |
| Exprimés       | Exprimés                           | 128 140      | 94,79        | 58 160      | 95,44       |        |

## Résultats par canton

### Canton de Beauvoir-sur-Mer
| Candidats      | Candidats          | Étiquette      | Premier tour | Premier tour |
| Candidats      | Candidats          | Étiquette      | Voix         | %            |
| -------------- | ------------------ | -------------- | ------------ | ------------ |
|                | Michel Dupont*     | DVD            | 2 306        | 59,54        |
|                | Jean-Claude Fleury | DVG            | 661          | 17,07        |
|                | Nicolas Lecomte    | PCF            | 511          | 13,19        |
|                | René Champot       | FN             | 395          | 10,20        |
|                |                    |                |              |              |
| Inscrits       | Inscrits           | Inscrits       | 6 690        | 100,00       |
| Abstention     | Abstention         | Abstention     | 2 568        | 38,39        |
| Votants        | Votants            | Votants        | 4 122        | 61,61        |
| Blancs et nuls | Blancs et nuls     | Blancs et nuls | 249          | 6,04         |
| Exprimés       | Exprimés           | Exprimés       | 3 873        | 93,96        |

*sortant

### Canton de Chaille-les-Marais
| Candidats      | Candidats            | Étiquette      | Premier tour | Premier tour | Second tour | Second tour |
| Candidats      | Candidats            | Étiquette      | Voix         | %            | Voix        | %           |
| -------------- | -------------------- | -------------- | ------------ | ------------ | ----------- | ----------- |
|                | Daniel Ringeard      | PS             | 1 378        | 38,16        | 1 903       | 51,05       |
|                | Jacky Mothais        | DVD            | 1 193        | 33,04        | 1 825       | 48,95       |
|                | Jean-Guy Bluteau     | DVD            | 515          | 14,26        |             |             |
|                | Marie-Annick Arnoult | FN             | 321          | 8,89         |             |             |
|                | Raymond Pingault     | PCF            | 204          | 5,65         |             |             |
|                |                      |                |              |              |             |             |
| Inscrits       | Inscrits             | Inscrits       | 5 626        | 100,00       | 5 626       | 100,00      |
| Abstention     | Abstention           | Abstention     | 1 858        | 33,03        | 1 709       | 30,38       |
| Votants        | Votants              | Votants        | 3 768        | 66,97        | 3 917       | 69,62       |
| Blancs et nuls | Blancs et nuls       | Blancs et nuls | 157          | 4,17         | 189         | 4,83        |
| Exprimés       | Exprimés             | Exprimés       | 3 611        | 95,83        | 3 728       | 95,17       |

### Canton de Challans
| Candidats      | Candidats         | Étiquette      | Premier tour | Premier tour |
| Candidats      | Candidats         | Étiquette      | Voix         | %            |
| -------------- | ----------------- | -------------- | ------------ | ------------ |
|                | Louis Ducept*     | DVD            | 6 193        | 52,86        |
|                | Daniel Blanchard  | PS             | 3 484        | 29,74        |
|                | Guy Artus         | FN             | 1 094        | 9,34         |
|                | Roland Coutant    | DVG            | 391          | 3,34         |
|                | Lionel Braud      | PCF            | 379          | 3,23         |
|                | Christine Picavez | Com.           | 175          | 1,49         |
|                |                   |                |              |              |
| Inscrits       | Inscrits          | Inscrits       | 21 302       | 100,00       |
| Abstention     | Abstention        | Abstention     | 8 883        | 41,70        |
| Votants        | Votants           | Votants        | 12 419       | 58,30        |
| Blancs et nuls | Blancs et nuls    | Blancs et nuls | 703          | 5,66         |
| Exprimés       | Exprimés          | Exprimés       | 11 716       | 94,34        |

*sortant

### Canton de La Châtaigneraie
| Candidats      | Candidats           | Étiquette      | Premier tour | Premier tour |
| Candidats      | Candidats           | Étiquette      | Voix         | %            |
| -------------- | ------------------- | -------------- | ------------ | ------------ |
|                | Claude Ouvrard*     | DVD            | 5 047        | 70,11        |
|                | Michel Oury         | PS             | 1 411        | 19,60        |
|                | Jean-Marie d'Hartoy | FN             | 504          | 7,00         |
|                | Yvon Lassaire       | PCF            | 237          | 3,29         |
|                |                     |                |              |              |
| Inscrits       | Inscrits            | Inscrits       | 12 188       | 100,00       |
| Abstention     | Abstention          | Abstention     | 4 503        | 36,95        |
| Votants        | Votants             | Votants        | 7 685        | 63,05        |
| Blancs et nuls | Blancs et nuls      | Blancs et nuls | 486          | 6,32         |
| Exprimés       | Exprimés            | Exprimés       | 7 199        | 93,68        |

*sortant

### Canton des Essarts
| Candidats      | Candidats              | Étiquette      | Premier tour | Premier tour |
| Candidats      | Candidats              | Étiquette      | Voix         | %            |
| -------------- | ---------------------- | -------------- | ------------ | ------------ |
|                | Bertrand de Villiers*  | DVD            | 5 110        | 59,65        |
|                | Annick Mercul          | PS             | 2 588        | 30,21        |
|                | Jean-Marie Dieulangard | FN             | 554          | 6,47         |
|                | Bernard Violain        | PCF            | 314          | 3,67         |
|                |                        |                |              |              |
| Inscrits       | Inscrits               | Inscrits       | 13 913       | 100,00       |
| Abstention     | Abstention             | Abstention     | 4 829        | 34,71        |
| Votants        | Votants                | Votants        | 9 084        | 65,29        |
| Blancs et nuls | Blancs et nuls         | Blancs et nuls | 518          | 5,70         |
| Exprimés       | Exprimés               | Exprimés       | 8 566        | 94,30        |

*sortant

### Canton des Herbiers
| Candidats      | Candidats           | Étiquette      | Premier tour | Premier tour |
| Candidats      | Candidats           | Étiquette      | Voix         | %            |
| -------------- | ------------------- | -------------- | ------------ | ------------ |
|                | Véronique Besse*    | DVD            | 7 453        | 62,13        |
|                | Daniel Charrier     | DVG            | 2 812        | 23,44        |
|                | Madeleine Lelievre  | DVD            | 940          | 7,84         |
|                | Claude Cristofoli   | FN             | 451          | 3,76         |
|                | Patricia Retailleau | PCF            | 340          | 2,83         |
|                |                     |                |              |              |
| Inscrits       | Inscrits            | Inscrits       | 18 944       | 100,00       |
| Abstention     | Abstention          | Abstention     | 6 241        | 32,94        |
| Votants        | Votants             | Votants        | 12 703       | 67,06        |
| Blancs et nuls | Blancs et nuls      | Blancs et nuls | 707          | 5,57         |
| Exprimés       | Exprimés            | Exprimés       | 11 996       | 94,43        |

*sortant

### Canton de L'Hermenault
| Candidats      | Candidats          | Étiquette      | Premier tour | Premier tour |
| Candidats      | Candidats          | Étiquette      | Voix         | %            |
| -------------- | ------------------ | -------------- | ------------ | ------------ |
|                | Joël Sarlot*       | DVD            | 2 281        | 51,19        |
|                | Alain Cerceau      | DVG            | 1 384        | 31,06        |
|                | Franck Andrieux    | DVD            | 503          | 11,29        |
|                | Benoît Charbonneau | FN             | 288          | 6,46         |
|                |                    |                |              |              |
| Inscrits       | Inscrits           | Inscrits       | 6 775        | 100,00       |
| Abstention     | Abstention         | Abstention     | 2 089        | 30,83        |
| Votants        | Votants            | Votants        | 4 686        | 69,17        |
| Blancs et nuls | Blancs et nuls     | Blancs et nuls | 230          | 4,91         |
| Exprimés       | Exprimés           | Exprimés       | 4 456        | 95,09        |

*sortant

### Canton de L'Île-d'Yeu
| Candidats      | Candidats           | Étiquette      | Premier tour | Premier tour |
| Candidats      | Candidats           | Étiquette      | Voix         | %            |
| -------------- | ------------------- | -------------- | ------------ | ------------ |
|                | Henri Turbe*        | DVD            | 1 310        | 55,39        |
|                | Sébastien Chauvet   | SE             | 778          | 32,90        |
|                | Jean-Claude Garnier | PCF            | 189          | 7,99         |
|                | Marcel Paris        | FN             | 88           | 3,72         |
|                |                     |                |              |              |
| Inscrits       | Inscrits            | Inscrits       | 4 118        | 100,00       |
| Abstention     | Abstention          | Abstention     | 1 619        | 39,32        |
| Votants        | Votants             | Votants        | 2 499        | 60,68        |
| Blancs et nuls | Blancs et nuls      | Blancs et nuls | 134          | 5,36         |
| Exprimés       | Exprimés            | Exprimés       | 2 365        | 94,64        |

*sortant

### Canton de Maillezais
| Candidats      | Candidats           | Étiquette      | Premier tour | Premier tour |
| Candidats      | Candidats           | Étiquette      | Voix         | %            |
| -------------- | ------------------- | -------------- | ------------ | ------------ |
|                | Jean Tallineau*     | DVD            | 2 920        | 55,30        |
|                | Patrice Albert      | DVG            | 1 773        | 33,58        |
|                | Christiane Vrignaud | FN             | 318          | 6,02         |
|                | Michel Carcedo      | PCF            | 269          | 5,09         |
|                |                     |                |              |              |
| Inscrits       | Inscrits            | Inscrits       | 8 392        | 100,00       |
| Abstention     | Abstention          | Abstention     | 2 896        | 34,51        |
| Votants        | Votants             | Votants        | 5 496        | 65,49        |
| Blancs et nuls | Blancs et nuls      | Blancs et nuls | 216          | 3,93         |
| Exprimés       | Exprimés            | Exprimés       | 5 280        | 96,07        |

*sortant

### Canton du Poiré-sur-Vie
| Candidats      | Candidats       | Étiquette      | Premier tour | Premier tour | Second tour | Second tour |
| Candidats      | Candidats       | Étiquette      | Voix         | %            | Voix        | %           |
| -------------- | --------------- | -------------- | ------------ | ------------ | ----------- | ----------- |
|                | Didier Mandelli | DVD            | 4 406        | 36,21        | 4 482       | 35,77       |
|                | Bernard Perrin  | UMP            | 3 856        | 31,69        | 4 585       | 36,59       |
|                | Gérard Gouraud  | PS             | 2 939        | 24,16        | 3 463       | 27,64       |
|                | Stéphan Bonneau | FN             | 541          | 4,45         |             |             |
|                | Nicolas Rouger  | PCF            | 425          | 3,49         |             |             |
|                |                 |                |              |              |             |             |
| Inscrits       | Inscrits        | Inscrits       | 18 460       | 100,00       | 18 460      | 100,00      |
| Abstention     | Abstention      | Abstention     | 5 661        | 30,67        | 5 443       | 29,49       |
| Votants        | Votants         | Votants        | 12 799       | 69,33        | 13 017      | 70,51       |
| Blancs et nuls | Blancs et nuls  | Blancs et nuls | 632          | 4,94         | 487         | 3,74        |
| Exprimés       | Exprimés        | Exprimés       | 12 167       | 95,06        | 12 530      | 96,26       |

### Canton de Rocheservière
| Candidats      | Candidats           | Étiquette      | Premier tour | Premier tour |
| Candidats      | Candidats           | Étiquette      | Voix         | %            |
| -------------- | ------------------- | -------------- | ------------ | ------------ |
|                | Alain Lebœuf        | UDF            | 3 727        | 74,54        |
|                | Bernard Crozel      | Verts          | 856          | 17,12        |
|                | Thérèse Guillonneau | FN             | 268          | 5,36         |
|                | Patrick Prevot      | PCF            | 149          | 2,98         |
|                |                     |                |              |              |
| Inscrits       | Inscrits            | Inscrits       | 7 369        | 100,00       |
| Abstention     | Abstention          | Abstention     | 2 109        | 28,62        |
| Votants        | Votants             | Votants        | 5 260        | 71,38        |
| Blancs et nuls | Blancs et nuls      | Blancs et nuls | 260          | 4,94         |
| Exprimés       | Exprimés            | Exprimés       | 5 000        | 95,06        |

### Canton de La Roche-sur-Yon-Nord
| Candidats      | Candidats           | Étiquette      | Premier tour | Premier tour | Second tour | Second tour |
| Candidats      | Candidats           | Étiquette      | Voix         | %            | Voix        | %           |
| -------------- | ------------------- | -------------- | ------------ | ------------ | ----------- | ----------- |
|                | Pierre Regnault*    | PS             | 4 553        | 36,16        | 7 322       | 56,04       |
|                | Emmanuel Viaud      | DVD            | 2 271        | 18,04        | 5 744       | 43,96       |
|                | Stéphane Frimaudeau | UMP            | 1 768        | 14,04        |             |             |
|                | Laurent Caillaud    | UDF            | 1 259        | 10,00        |             |             |
|                | Patrick You         | Verts          | 814          | 6,47         |             |             |
|                | Philippe Boursier   | EXG            | 639          | 5,08         |             |             |
|                | Thérèse Gaborit     | FN             | 612          | 4,86         |             |             |
|                | Gilles Robin        | EXG            | 346          | 2,75         |             |             |
|                | Richard Rouger      | PCF            | 328          | 2,61         |             |             |
|                |                     |                |              |              |             |             |
| Inscrits       | Inscrits            | Inscrits       | 20 915       | 100,00       | 20 915      | 100,00      |
| Abstention     | Abstention          | Abstention     | 7 758        | 37,09        | 7 283       | 34,82       |
| Votants        | Votants             | Votants        | 13 157       | 62,91        | 13 632      | 65,18       |
| Blancs et nuls | Blancs et nuls      | Blancs et nuls | 567          | 4,31         | 566         | 4,15        |
| Exprimés       | Exprimés            | Exprimés       | 12 590       | 95,69        | 13 066      | 95,85       |

*sortant

### Canton des Sables-d'Olonne
| Candidats      | Candidats          | Étiquette      | Premier tour | Premier tour | Second tour | Second tour |
| Candidats      | Candidats          | Étiquette      | Voix         | %            | Voix        | %           |
| -------------- | ------------------ | -------------- | ------------ | ------------ | ----------- | ----------- |
|                | Gérard Faugeron*   | DVD            | 8 009        | 40,42        | 11 484      | 56,27       |
|                | Jacques Masson     | DVG            | 5 702        | 28,78        | 8 926       | 43,73       |
|                | Danièle Vouzellaud | FN             | 2 270        | 11,46        |             |             |
|                | Stéphane Tournade  | DVD            | 1 620        | 8,18         |             |             |
|                | Line Roux-Calviera | PCF            | 1 196        | 6,04         |             |             |
|                | René Gaborit       | DVD            | 1 017        | 5,13         |             |             |
|                |                    |                |              |              |             |             |
| Inscrits       | Inscrits           | Inscrits       | 35 928       | 100,00       | 35 928      | 100,00      |
| Abstention     | Abstention         | Abstention     | 15 077       | 41,96        | 14 458      | 40,24       |
| Votants        | Votants            | Votants        | 20 851       | 58,04        | 21 470      | 59,76       |
| Blancs et nuls | Blancs et nuls     | Blancs et nuls | 1 037        | 4,97         | 1 060       | 4,94        |
| Exprimés       | Exprimés           | Exprimés       | 19 814       | 95,03        | 20 410      | 95,06       |

*sortant

### Canton de Saint-Fulgent
| Candidats      | Candidats              | Étiquette      | Premier tour | Premier tour |
| Candidats      | Candidats              | Étiquette      | Voix         | %            |
| -------------- | ---------------------- | -------------- | ------------ | ------------ |
|                | Wilfrid Montassier     | DVD            | 3 913        | 53,74        |
|                | Jean-Francois Bolteau  | PS             | 1 504        | 20,66        |
|                | Georges-Marie Brochard | UMP            | 1 359        | 18,67        |
|                | Georges Kouskoff       | FN             | 341          | 4,68         |
|                | Alain Guibert          | PCF            | 164          | 2,25         |
|                |                        |                |              |              |
| Inscrits       | Inscrits               | Inscrits       | 10 988       | 100,00       |
| Abstention     | Abstention             | Abstention     | 3 200        | 29,12        |
| Votants        | Votants                | Votants        | 7 788        | 70,88        |
| Blancs et nuls | Blancs et nuls         | Blancs et nuls | 507          | 6,51         |
| Exprimés       | Exprimés               | Exprimés       | 7 281        | 93,49        |

### Canton de Sainte-Hermine
| Candidats      | Candidats        | Étiquette      | Premier tour | Premier tour |
| Candidats      | Candidats        | Étiquette      | Voix         | %            |
| -------------- | ---------------- | -------------- | ------------ | ------------ |
|                | Norbert Barbarit | DVD            | 2 072        | 51,98        |
|                | Joël Germain     | PS             | 1 627        | 40,82        |
|                | Dimitri Tabary   | FN             | 287          | 7,20         |
|                |                  |                |              |              |
| Inscrits       | Inscrits         | Inscrits       | 6 208        | 100,00       |
| Abstention     | Abstention       | Abstention     | 1 947        | 31,36        |
| Votants        | Votants          | Votants        | 4 261        | 68,64        |
| Blancs et nuls | Blancs et nuls   | Blancs et nuls | 275          | 6,45         |
| Exprimés       | Exprimés         | Exprimés       | 3 986        | 93,55        |

### Canton de Talmont-Saint-Hilaire
| Candidats      | Candidats            | Étiquette      | Premier tour | Premier tour | Second tour | Second tour |
| Candidats      | Candidats            | Étiquette      | Voix         | %            | Voix        | %           |
| -------------- | -------------------- | -------------- | ------------ | ------------ | ----------- | ----------- |
|                | Pierre Berthome      | DVD            | 3 018        | 36,63        | 4 494       | 53,33       |
|                | Michel Goron         | PS             | 1 939        | 23,53        | 3 932       | 46,67       |
|                | Raoul Mestre         | DVD            | 1 247        | 15,13        |             |             |
|                | Philippe Chauvin     | DVG            | 967          | 11,74        |             |             |
|                | Henri Huetz de Lemps | FN             | 752          | 9,13         |             |             |
|                | Jocelyn Abjean       | PCF            | 317          | 3,85         |             |             |
|                |                      |                |              |              |             |             |
| Inscrits       | Inscrits             | Inscrits       | 12 975       | 100,00       | 12 975      | 100,00      |
| Abstention     | Abstention           | Abstention     | 4 370        | 33,68        | 4 070       | 31,37       |
| Votants        | Votants              | Votants        | 8 605        | 66,32        | 8 905       | 68,63       |
| Blancs et nuls | Blancs et nuls       | Blancs et nuls | 365          | 4,24         | 479         | 5,38        |
| Exprimés       | Exprimés             | Exprimés       | 8 240        | 95,76        | 8 426       | 94,62       |